# Démographie du Mexique
 (mars 2024).
La démographie du Mexique est l'ensemble des données et études concernant la population du Mexique. La population mexicaine était de 124 286 623 habitants en 2017 selon les estimations officielles. Elle était de 125 959 205 habitants en 2018 selon les estimations de la CIA, avec un taux d'accroissement naturel de 1,09 % . Elle s'élevait à 126 000 000 habitants lors du dernier recensement de 2020.
En 2024, avec une population estimée à environ 130 millions d'habitants, le Mexique se classe au dixième rang mondial des pays les plus peuplés : les projections du Conseil national de la population (CONAPO) de 2019 évaluaient la population mexicaine à 131 715 027 habitants au début de l'année 2024, celles de la CIA à 129 875 529 habitants en 2023, et celles de l'ONU entre environ 128 414 000 et 129 440 000 début 2024.

## Description
Au XXe siècle, en lien avec la forte croissance économique appelée le « miracle mexicain », entre 1940 et 1970, une forte croissance démographique a été constatée, la population mexicaine augmentant de 13,6 à 97,5 millions d'habitants, avec un taux supérieur à 3 % de 1950 à 1980. Cette première phase de transition démographique a fait l’objet d'une politique de contrôle des naissances à partir des années 1970. Le Mexique est actuellement dans la seconde phase de transition : le taux de croissance démographique est redescendu sous les 2 % dans les années 1990 et ne cesse, depuis, de baisser ; il était en 2010 de 1,8 % et la CONAPO évalue qu'il va continuer à chuter, au moins jusqu'en 2050, pour se rapprocher de l’équilibre.
Même si le Mexique a encore une population jeune, le vieillissement de la population a commencé et selon les prévisions de la CONAPO il va s’accélérer rapidement (de 8,84 à 27,95 % de personnes âgées de 60 ans et plus entre 2010 et 2050, et d'environ 6 à 15 % de personnes âgées de 65 ans et plus entre 2010 et 2016).
La population est majoritairement urbaine, avec 21,16 % de population dans les zones rurales contre 78,84 % dans les zones urbaines, et environ la moitié dans une des 55 grandes aires urbaines du pays. La ville la plus peuplée est la capitale, Mexico, avec environ 8,7 millions d'habitants (en 2005), et l’aire urbaine de Mexico est également la plus peuplée du Mexique, avec plus de 20 millions d'habitants.
L'organisme chargé d'élaborer les recensements démographiques est l'INEGI (Institut national de statistiques et de géographie). L'institution chargée d'analyser, évaluer et systématiser l'information sur les phénomènes démographiques est le CONAPO (Conseil national de la population). La recherche et l'analyse sociodémographique et linguistique des peuples indigènes du Mexique sont réalisées par la CDI (Commission nationale pour le développement des peuples indigènes).

## Histoire
Avant la conquête espagnole, la population de l'actuel Mexique était de 18 à 25 millions de personnes. En 1600, elle était tombée à un million d'habitants. Cette baisse est principalement due aux maladies apportées par les conquistadors.

## Population du Mexique
Selon le dernier recensement de 2010, la population mexicaine s'élevait à 112 336 538 habitants. Les projections de la CONAPO évaluent la population mexicaine, à la mi-2019, à 126 577 691 habitants. Le Mexique est le troisième pays le plus peuplé d'Amérique après les États-Unis et le Brésil. Il est aussi le 11e pays le plus peuplé dans le monde.
La population a rapidement augmenté depuis les années 1960 ; elle a doublé entre 1970 et 2000. Toutefois, la croissance de la population a considérablement diminué dans les années 1990 et 2000. La fécondité reste cependant élevée dans les zones rurales, dans les communautés d'indigènes, alors que dans les villes la fécondité est plus basse.
L'émigration vers les États-Unis joue aussi un rôle important dans l'évolution de la population. En effet, le nombre de Mexicains résidant à l'étranger s'élèverait à 9 millions (2002), principalement aux États-Unis et dans une moindre mesure au Canada. Il faut ajouter aux Mexicains qui résident officiellement dans un autre pays, les Mexicains qui prirent la nationalité américaine et ceux qui vivent dans l'illégalité. Les 4 millions d'illégaux qui vivent aux États-Unis (2002) constituent un problème important dans les relations américano-mexicaines. Le président Vicente Fox Quesada voulait qu'ils soient légalisés, le gouvernement américain se montrait assez favorable, mais Washington est devenu beaucoup plus réticent à partir des attentats du 11 septembre 2001 (2003).
Entre 1999 et 2015, le taux d'accroissement naturel annuel était de 1,3 %.
L'Espérance de vie est de 75,65 ans en 2015.
Le taux de fécondité est d'environ 2,3 enfants par femme.
| Pays de naissance                         | 2015        |
| ----------------------------------------- | ----------- |
| Population totale du Mexique (estimation) | 125.900.000 |
| Population totale née à l'étranger        | 1.007.100   |
| États-Unis                                | 739.200     |
| Guatemala                                 | 42.900      |
| Espagne                                   | 22.600      |
| Colombie                                  | 18.700      |
| Venezuela                                 | 15.700      |
| Argentine                                 | 14.700      |
| Honduras                                  | 14.500      |
| Cuba                                      | 12.800      |
| Salvador                                  | 10.600      |

Pays de naissance de moins de 10 000 individus ne sont pas repris dans ce tableau
Source : http://www.keepeek.com/Digital-Asset-Management/oecd/social-issues-migration-health/perspectives-des-migrations-internationales-2017_migr_outlook-2017-fr#page328

## Ethnologie
39 % des Mexicains sont des métis, c'est-à-dire des descendants à la fois des colonisateurs espagnols et des indigènes. Dans certaines régions du Mexique, particulièrement dans l'État de Veracruz et dans la Costa Chica (sud-ouest du pays sur la côte Pacifique), on rencontre parfois de nombreux métis descendant aussi de Noirs provenant d'Afrique.
Les indigènes ou personnes à prédominance indigène constitueraient 7 %  de la population totale. Cette estimation est d'autant plus difficile à faire, car le gouvernement utilise des critères linguistiques plutôt que des critères raciaux. Les indigènes sont les plus nombreux dans les États du Chiapas, Oaxaca, et à l'intérieur de la péninsule du Yucatán. De grandes minorités, tels les Nahuas, Tarasques, et Mixtèques sont présentes dans le centre du pays. Dans le nord, les indigènes sont encore moins nombreux. Parmi ces populations, on trouve les Tarahumaras qui vivent dans l'État de Chihuahua et les Yaquis dans l'État de Sonora.
Un autre pourcentage de Mexicains (environ 16 %), que l'on trouve surtout à Mexico et dans les grandes villes, ne descendent que d'Européens, principalement des Espagnols. Les personnes issues d'Européens sont appelées au Mexique  criollos (créoles, le mot français vient de l'espagnol). Durant la période du second empire du Mexique et de la présidence de Porfirio Díaz à la fin XIXe siècle et début du XXe siècle, quelques Français (Basques) mais aussi originaires de la vallée de l'Ubaye et Allemands émigrèrent au Mexique et vinrent s'ajouter aux Espagnols. Dans les années 1930, de nombreux Espagnols fuyant la guerre d'Espagne vinrent se réfugier au Mexique (voir Cárdenas). De nombreux Polonais et Russes (dont une partie étaient juifs ashkénazes) émigrèrent au Mexique à la même époque. La plupart des émigrants de cette période vinrent s'installer dans la capitale.
Les Mexicains non indigènes, européens ou métis de ces deux cultures représentent environ 1 % de la population. Le Mexique compte aussi une importante communauté d'origine libanaise. Des asiatiques, dont un nombre important de Chinois arrivèrent à partir des Philippines à l'époque coloniale. À la fin du XIXe et au début du XXe siècle, les États-Unis menèrent une politique d'immigration stricte contre les asiatiques, cette décision entraîna l'arrivée de nombreux Chinois et Japonais dans le nord et l'ouest du Mexique.
Il faut aussi signaler quelques communautés isolées et assez réduites de mormons anglo-saxons et de mennonites d'origine allemande, principalement dans le nord du pays.
Même si la plupart des Mexicains non indigènes se considèrent comme des métis, il n'y a aujourd'hui plus de frontière précise entre les différentes catégories. Les Mexicains ont tendance à ne se baser que sur la clarté de la peau pour distinguer les Mexicains de souche purement européenne des autres. De nombreux présidents et dirigeants créoles se sont succédé à la tête du pays depuis le XVIe siècle, mais seuls deux indigènes, Benito Juárez, un Zapotèque et Victoriano Huerta un Huichol occupèrent la présidence du pays.

## Recensements
Le Mexique a mené douze recensements de la population, qui ont abouti aux estimations suivantes de la population totale du pays :
- 1895 : 12 700 294
- 1900 : 13 607 259
- 1910 : 15 160 369
- 1921 : 14 334 780
- 1930 : 16 552 722
- 1940 : 19 653 552
- 1950 : 25 791 017
- 1960 : 34 923 129
- 1970 : 48 225 238
- 1980 : 66 846 833
- 1990 : 81 249 645
- 1995 : 91 158 290
- 2000 : 97 483 412
- 2010 : 112 336 538[25]
- 2015 : 121 736 809[26]
- 2020: 126 014 024[27]

## Estimations en 2000
Répartition par âge
0-14 ans : 34 % (garçons 17 306 548, filles 16 632 827)
15-64 ans : 62 % (hommes 30 223 317, femmes 31 868 213)
65 et plus : 4 % (hommes 1 927 850, femmes 2 391 011)
Croissance de la population : 1,53 %
Taux de naissance : 23,15 naissances par mille habitants
Taux de décès : 5,05 décès par mille habitants.
Taux de migration net : -2,84 migrants par mille habitants
Répartition par sexe
À la naissance : 1,05 garçon par fille
avant 15 ans : 1,04 garçon par fille
15-64 ans : 0,95 homme par femme
65 ans et après : 0,81 homme par femme
Population entière : 0,97 homme par femme
Taux de mortalité infantile : 26,19 décès par mille naissance
Espérance de vie à la naissance : 71,49 ans
Hommes : 68,47 ans
Femmes 74,66 ans
Taux de fécondité : 2,68 enfants par femme
Toutes les statistiques se trouvant au-dessus sont des estimations pour 2000
Taux d'alphabétisation (personnes au-dessus de 15 ans sachant lire et écrire) (estimations en 1995) : 89,6 %
Hommes 91,8 %
Femmes : 87,4 %

## Estimation 2010

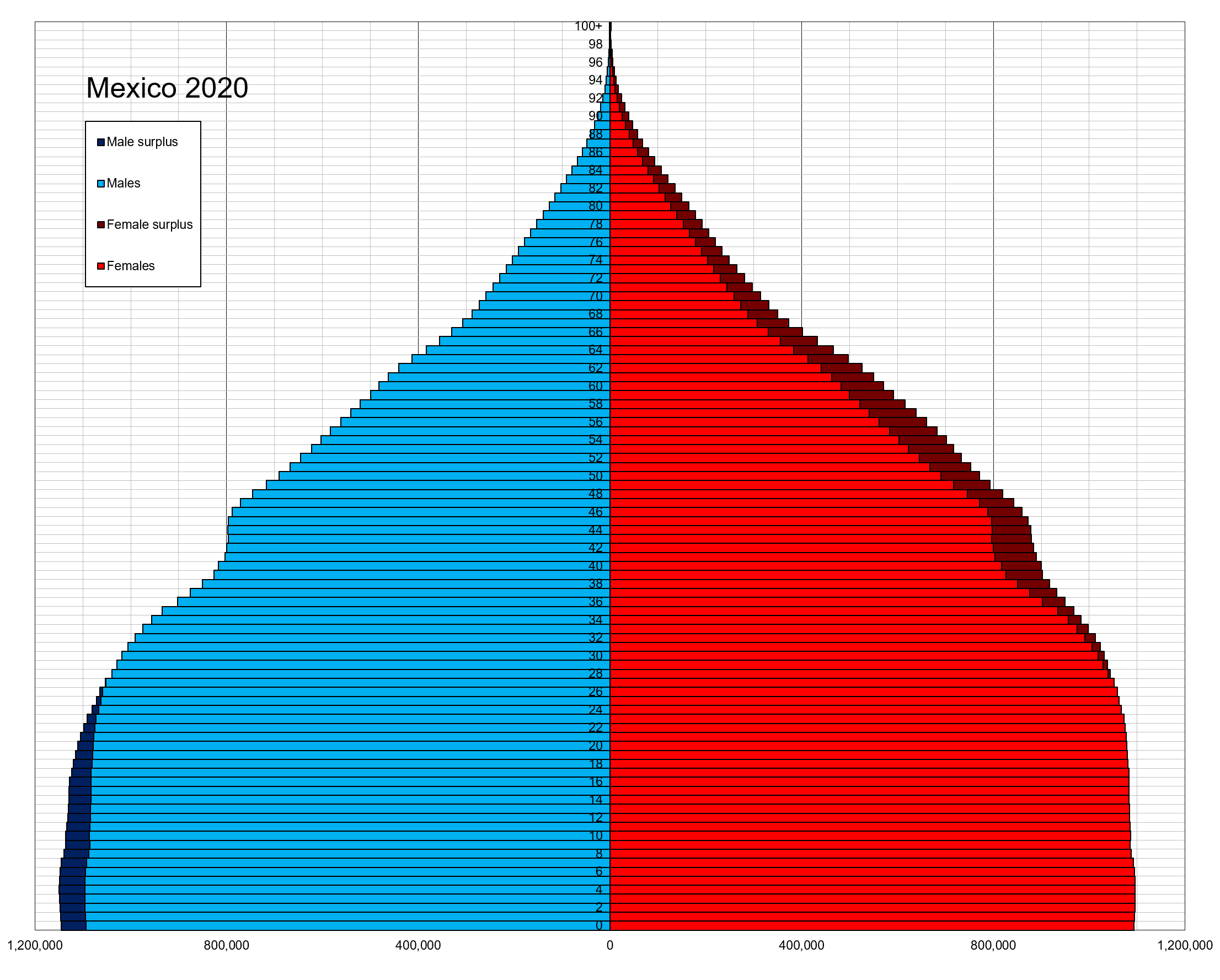
Pyramide des âges en 2020.

- Taux de croissance naturelle de la population = taux de natalité - taux de mortalité

Le taux de natalité est de 21.01 naissances pour 1 000 habitants
Le taux de mortalité est de 4.73 décès pour 1 000 habitants
Taux de croissance naturelle de la population = 21.01 - 4.73 =16.28  pour 1 000 habitants
Taux d'alphabétisation en 2011 : 93,4 % (85e mondial)
- Taux de croissance totale de la population = Accroissement naturel + solde migratoire

Le solde migratoire est de -4.57 pour 1 000 habitants.
Taux de croissance totale de la population = 21.01- 4.73 - 4.57 = 11.71 pour 1 000 habitants
Le solde migratoire est traditionnellement négatif et s'élève à plus de 450 000 Mexicains par an. Les États-Unis sont de loin la destination numéro 1.
La répartition par tranche d'âge de la population mexicaine est :
- 0-14 ans : 31,1 %
- 15-64 ans : 63,3 %
- > 65 ans : 5,6 %

## Les villes
Mexico est de loin la ville la plus peuplée du Mexique. En 2001, Mexico comptait environ 8 590 000 habitants, ce nombre doit être porté à 20 millions si l'on considère l'agglomération.
Guadalajara et Monterrey sont aussi deux grandes villes.

## Taux de mortalité
Le taux de mortalité infantile est de 24,9 pour mille. À certains endroits, elle atteint 64 pour mille (certaines localités du Chiapas)[réf. nécessaire]

## Santé

### Maladies présentes au Mexique
Les maladies particulières existant de façon significative au Mexique sont les suivantes :
- Tétanos
- Poliomyélite
- Paludisme (moustiques)
- Maladies sexuellement transmissibles (infection par le VIH, hépatite virale B...)
- Diarrhée du voyageur
- Arbovirose (dengue, encéphalites virales)
- Ankylostomiase et anguillulose (pieds nus)
- Toxi-infection alimentaire collective
- Dengue (moustiques)
- Histoplasmose (inhalation de spores)
- Hépatite virale A
- Rickettsiose
- Hépatite virale B : par contact sexuel ou utilisation de matériel de soins contaminé
- Hépatite virale E
- Borréliose
- Leptospirose (en eau douce)
- Amibiase
- Rage (chiens, tous animaux sauvages)
- Coccidioïdomycose (inhalation de spores)
- Lambliase (ou giardiase)
- Envenimations (piqûre ou morsure d'animaux venimeux)
- Typhoïde
- Maladie de Chagas(réduves)
- Salmonellose
- Onchocercose (simulie)
- Shigellose
- Leishmaniose cutanée et cutanéo-muqueuse (phlébotomes)
- Ascaridiose
- Brucellose
- Tæniasis

## Langues
Espagnol, langues mayas, nahuatl, et autres langues indigènes locales.

## Religions
89 % des Mexicains sont catholiques, 6 % protestants et 5 % d'une autre confession ou non-croyants (2000)